# Barnabitas
A Ordem Clérigos Regulares de São Paulo, Barnabitas, (B.) são uma das ordens religiosas de clérigos mais antigas na história da Igreja: fundada em 1530 e aprovada em 1533, nasceu nos tempos de muitos movimentos de reforma da vida cristã, inclusive a conhecida como Reforma Católica ou Contrarreforma, que antecederam o Concílio de Trento (1545-1563).

## História da ordem
A ordem, fundada por Santo António Maria Zaccaria (médico e presbítero nascido em Cremona em 1502 e falecido em 1539), tem três institutos: Clérigos Regulares de São Paulo ou Barnabitas (para os religiosos); Freiras Angélicas de São Paulo (para as religiosas); e Leigos de São Paulo (para os leigos).
O apelido "barnabitas" vem porque a primeira casa, chamada casa mãe, tem por titular São Barnabé, em Milão, que até 1622, além de ser a casa mãe, era também a casa geral. Após 1622, a casa geral passou a ter em Roma, sua sede.
A aprovação à nova ordem foi dada pelo Papa Clemente VII em 18 de fevereiro de 1533.
Além do Pai e Fundador, tem Bartolomeo Ferrari e Giacomo Antônio Morigia como seus co-fundadores. Estes são veneráveis.
A ordem ao longo dos anos, contribuiu muito com a Igreja, e os Santos Padres. Muitos Barnabitas foram Cardeais, bispos e notáveis sacerdotes religiosos, que de forma direta contribuíram notavelmente na história da Igreja.

## Presença no mundo
Os barnabitas estão presentes em 15 países de quatro continentes:
- África: Congo e Ruanda
- América: Argentina, Brasil, Canadá, Chile, Estados Unidos e México
- Ásia: Afeganistão e Filipinas
- Europa: Albânia, Bélgica, Espanha, Itália e Polônia

Em 29 de março de 2025 foi eleito como superior geral, Sucessor de Santo Antônio Maria Zaccaria, o Padre Étienne Maria Ntale Majaliwa, B., até aquele dia superior provincial da província Hispano-Belga.

## Santos barnabitas
- Santo Antonio Maria Zaccaria, (Cremona 1502 - Cremona 1539), Médico e religioso, Fundador da Ordem, das Angelicas, e dos Leigos, canonizado para Papa Leão XIII em 1897
- Santo Alexandre Maria Sauli, (Milão 1534 - Calosso 1592), Teólogo, Bispo de Aleria, na Córsega antes, e depois de Pavia, canonizado para Papa Pio X em 1904
- Santo Francisco Xavier Maria Bianchi, (Arpino 1743 - Nápoles 1815), o Apóstolo de Nápoles, canonizado pelo Papa Pio XII em 1951.

## Bispos barnabitas
Em ordem alfabética:
- Dom Eliseu Maria Coroli (9 de fevereiro de 1900 - 29 de julho de 1982), bispo-emérito da prelazia de Guamá, hoje Bragança do Pará.
- Dom André Maria Erba (1 de janeiro de 1930 - 21 de maio de 2016), bispo-emérito de Velletri-Segni.
- Dom Miguel Maria Giambelli (23 de março de 1920 - 26 de dezembro de 2010) bispo-emérito de Bragança do Pará.
- Dom José Moretti (10 de novembro de 1938), superior no Afeganistão e único padre católico naquele país.
- Dom Sergio Pagano, B. (6 de novembro de 1948), prefeito dos Arquivos Secretos do Vaticano.
- Dom Giovanni Maria Peragine, B. Arcebispo de Sculrat-Put, Albânia.

## Barnabitas no Brasil
Os barnabitas chegaram ao Brasil em 1903 em dois grupos. O primeiro grupo assumiu o Seminário Diocesano de Belém. O outro grupo estabeleceu-se em Petrolina. No ano seguinte, registra-se a presença barnabita em Bragança. Em 1906, assumem a paróquia de Nossa Senhora de Nazaré, em Belém. Em 1909, assumiram a construção de uma nova igreja e onde hoje dirigem a Basílica de Nossa Senhora de Nazaré, responsável pela maior festa religiosa do país: o Círio de Nazaré.
Também em 1906 os padres barnabitas chegaram ao Rio de Janeiro, onde assumiram a paróquia de Santa Cruz em Guaratiba. Em 1909 inauguraram nesta cidade o Colégio Santo Antônio Maria Zaccaria. Nove anos depois, inauguram uma escola apostólica, localizada ao lado daquele colégio. Em 1921, assumem a Paróquia de Nossa Senhora do Loreto, em Jacarepaguá. Logo a escola apostólica é transferida para este local e é fundado o primeiro noviciado, em 1925, onde seriam formados os primeiros padres barnabitas brasileiros. Ainda no Rio de Janeiro, assumiram a Paróquia de São Paulo Apóstolo, em 1933, ao lado da qual surge o segundo colégio: Colégio Guido de Fontgalland.
Em 1931, é criada a Província do Brasil. A ordem continua a expandir sua presença no Brasil, com a presença em São Paulo (1935) na Paróquia São Rafael, com o seu primeiro bispo em terras brasileiras na Prelazia de Guamá, em Caxambu, para onde é transferida a Escola Apostólica, em Belo Horizonte (1947), onde assumem a paróquia de Santa Teresa e o Colégio Padre Machado. Marcaram sua presença em Caseiros (RS).
Em 1970 foi criada a Província Barnabítica do Norte do Brasil.